# La guerra jueva
La guerra jueva (en grec koiné: Φλαυίου Ἰωσήπου ἱστορία Ἰουδαϊκοῦ πολέμου πρὸς Ῥωμαίους βιβλία; Phlauiou Iōsēpou historia Ioudaikou polemou pros Rōmaious biblia) és una obra literària escrita per l'historiador jueu Flavi Josep en grec koiné al segle i. Se centra en la història de l'antic Israel des de la conquesta de Jerusalem per Antíoc IV Epífanes l'any 164 aC fins al final de la Primera Guerra Judeo-Romana l'any 73 dC.

## Composició

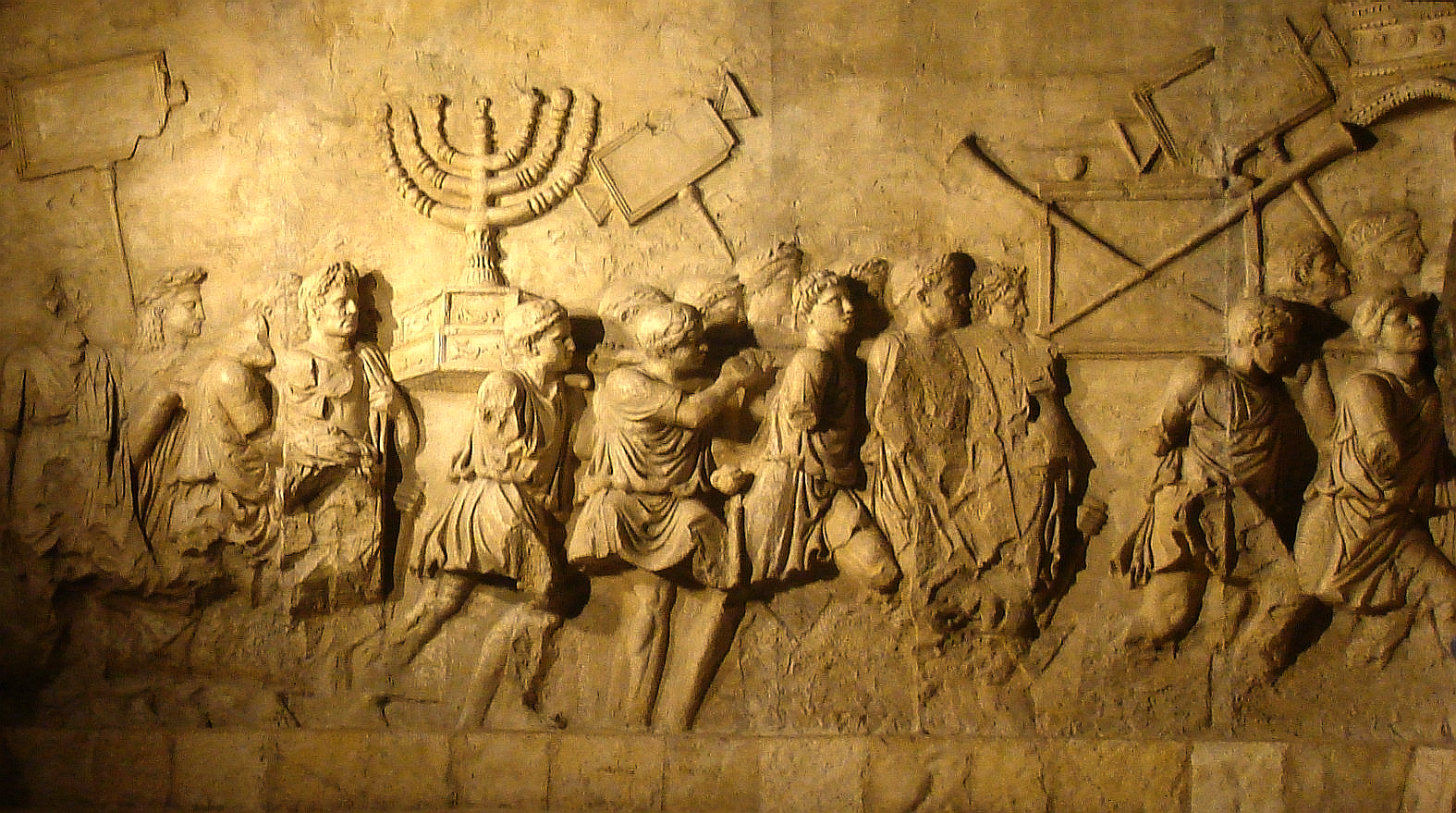
Detall de l'Arc de Titus, on es mostra l'espoli del menorà del Segon Temple després del caiguda de Jerusalem, succés narrat a La guerra dels jueus.

L'obra va ser escrita en un interval definit entre els anys 75 i 79, ja que Josep esmenta a la mateixa obra la dedicació del Temple de la Pau l'any 75, i també que va lliurar una còpia a Vespasià, mort al 79. Originalment va ser escrita en arameu, l'idioma matern de Josep, que és una versió que no s'ha conservat. La versió que ha arribat fins als nostres dies és una traducció al grec àtic, en un estil més clàssic que el mateix de la  koiné, i supervisada pel mateix autor. Encara que Josep era coneixedor de la llengua i la cultura gregues, és probable que no pogués haver traduït l'obra completa amb els coneixements que tenia, i que comptés amb l'ajuda de col·laboradors en la versió grega. El fet que no escollís el llatí per traduir la seva obra pot fundar-se en el fet que aquest no gaudia encara d'una àmplia difusió, mentre que el grec suposava un vehicle més idoni per a transmetre la seva obra entre la comunitat jueva de la zona oriental de l'Imperi, summament hel·lenitzada. També hi ha una traducció en antic eslau eclesiàstic que ha perdurat fins a l'actualitat.

## Motivació
Tot i que el relat de Josep és una de les escasses fonts de coneixement que hi ha sobre la Primera Guerra Judeo-Romana (el Talmud també aporta informació al  Gittin  del  Nashim ), la neutralitat i el rigor historiogràfic del text queden bastant qüestionats. Josep va ser un dels líders jueus durant aquest conflicte, i després de ser capturat pels romans va entrar al servei del futur emperador Vespasià, sota el regnat del qual va ser escrita aquesta obra. Mentre que les  Antiguitats jueves  i el  Contra Apió  defensen el judaisme, en  La guerra dels jueus s'adverteix clarament un estil apologètic filoromà, amb què s'intenta exculpar Roma de l'origen de la guerra, reflectida més com una revolta interna de l'imperi que com una lluita independentista.
Josep tampoc inculpa el poble jueu en conjunt, sinó que assenyala com a causa del conflicte una minoria jueva (fariseus, zelotes, sicaris i altres grups radicals) que odiava els romans, silenciant el sentiment generalitzat antiromà. Josep sol referir-se habitualment a aquests grups de forma denigrant, denominant-los «bandits» i «tirans». Tampoc arriba a incidir en el messianisme latent en l'ideari jueu com una de les causes de la inestabilitat política de Judea. Amb tot, l'obra és més laudatòria cap a Roma que exculpatòria cap als jueus, degut fonamentalment a les circumstàncies de la seva redacció, ja que Josep es trobava radicat a Roma, acollit pels Flavis. L'objectiu últim de l'obra seria el de desanimar qualsevol futura revolta contra el poder romà, fermament establert en una zona tan conflictiva com el Mediterrani oriental, cosa que Josep arriba a insinuar en la mateixa obra.
Quant a la figura de Josep, cal diferenciar la consideració que s'atorga ell mateix com a autor de l'obra i com a partícip dels esdeveniments bèl·lics durant la rebel·lió jueva. Com a autor, intenta presentar-se com un historiador objectiu i neutral, tot i que és evident la finalitat persuasiva de la seva obra. Respecte a la figura de Josep com a personatge de la seva pròpia obra, queda patent la seva preocupació per aparèixer davant el seu propi poble com un traïdor, una cosa que queda ben reflectit en el seu discurs davant Jerusalem.

## Estructura
L'obra es divideix en set llibres com ja avança el mateix Josep al proemi. El llibre I narra els esdeveniments des de la revolta dels Macabeus (167 aC) fins a la mort d'Herodes I el Gran, sent l'únic dels reis jueus sobre el qual Josep s'estén amb detall. El llibre II avança des d'aquest moment (4 aC) fins a l'any 66, centrant-se en els successors d'Herodes i el govern dels procuradors romans i narrant els inicis de la revolta jueva a Cesarea i les primeres activitats en Galilea del mateix Josep com a cap militar. El llibre III tracta sobre la campanya dels romans a Galilea fins a la tardor de l'any 67, narrant l'arribada al capdavant de Vespasià, la presa de Jotapata i la rendició de Josep. El llibre IV presenta les últimes activitats dels romans a Galilea, la presa de Gamala i l'ascens al tron de Vespasià després de la mort de Neró en l'anomenat any dels quatre emperadors (69).
Els llibres V i VI són els més destacats de l'obra, amb la narració del setge i la caiguda de Jerusalem (70), i la destrucció del Segon Temple per ordre de Tit, fets als quals va assistir el mateix Josep com a testimoni directe. Finalment, el llibre VII és un afegit posterior i menys rigorós que se centra en les últimes operacions militars romanes a Judea, com la conquesta de les tres últimes fortaleses jueves rebels (Heròdium, Machaerus i Masada), els honors rebuts pels Flavis a Roma i les darreres revoltes jueves d'Egipte i Cirene.